# سپو اوارایه
سپو اوارایه (انگلیسی: Seppo Evwaraye؛ زادهٔ ۱ ژوئن ۱۹۸۲) بازیکن فوتبال آمریکایی اهل فنلاند است.
از باشگاه‌هایی که در آن بازی کرده است می‌توان به مینه‌سوتا وایکینگز اشاره کرد.